# Питър Фонаги
Питър Фонаги (на унгарски: Peter Fonagy) е унгарско-британски психолог, член на Британското психоаналитично общество и на Британската академия и секретар на Британския психоаналитичен съвет.

## Биография
Роден е в Будапеща, Унгария на 14 август 1952 г. Учи клинична психология в Университетски колеж Лондон.
В същия колеж по-късно е професор по психоанализа и директор на поддепартамента за клинична здравна психология. Наред с това е и обучаващ аналитик и супервайзер в областта на анализата за деца и възрастни.
Неговите клинични интереси се центрират около граничната патология, насилието и отношенията на ранна привързаност. Неговата работа се опитва да интегрира емпирично изследване с психоаналитичната теория.
Фонаги е автор на повече от 400 статии и глави, както и на 20 авторски или редакторски книги..